# Енергија (група)
Енергија је српска денс музичка група, основана 1995, популарна у деведесетим и почетком двехиљадитих година. Издали су  седам музичких албума. Најпознатије песме су им Угаси светло, Киша, Сузе, Признајем, Снаге ми понестаје
Чланови:
- Ђорђе Анђелић Џо (вокал, композитор)
- Миле Новковић (гитариста)
- Драгана Чорбић (вокал)

Бивши чланови:
- Јелена Симић (вокал)
- Ана Кокић (вокал)[2]

## Дискографија[3]
Албуми са Јеленом Симић
- Верујем у чуда (1996, Центросцена)
- Мало сутра (1997, Центросцена)
- Авантура (1998, Центросцена)

Албуми са Аном Кокић
- У песку времена (1999, Сити Рекордс)
- 5 (2000, Сити Рекордс)
- Корак по корак (2002, Сити Рекордс)

Албуми са Драганом Чорбић
- 7 (2008, Сити Рекордс)